# Villiers-sur-Chizé

Villiers-sur-Chizé este o comună în departamentul Deux-Sèvres, Franța. În 2009 avea o populație de 162 de locuitori.